# Школик, Игорь Анатольевич
Игорь Анатольевич Школик (род. 9 января 2001, Северодвинск, Архангельская область) — российский футболист, полузащитник клуба «Ираклис».

## Карьера

### «Динамо» Москва

#### Начало карьеры
Начинал заниматься футболом в семилетнем возрасте в петербургской ДЮСШ «Локомотив», где первым тренером был Михаил Георгиевич Аношин. Через год футболист перебрался в академию Академию «Зенита». В 2014 году футболист перешёл в московское «Динамо», где его тренером стал Вадим Вячеславович Гаранин, который переквалифицировал футболиста с позиции нападающего в центрального полузащитника. В 2018 году футболист стал выступать за молодёжную команду московского клуба. В 2019 году футболист впервые начал тренироваться с основной командой клуба, а с марта 2020 года стал попадать в заявку на матчи. Дебютировал за клуб 16 июня 2020 года в матче против «Уфы», выйдя на замену в начале второго тайма. По итогу дебютного сезона футболист провёл за клуб 3 матча в рамках российской Премьер лиги, результативными действиями не отличившись.

#### Сезон 2020/21
В начале следующего сезона футболист стал также тренироваться с «Динамо-2». Первый матч за команду футболист сыграл 12 сентября 2020 года против «Твери», выйдя на поле в стартовом составе и отличившись дебютной результативной передачей. Свой первый матч за основную команду клуба футболист сыграл 13 сентября 2020 года против казанского «Рубина», выйдя на замену на 85 минуте. Первым забитым голом в сезоне футболист отличился за вторую команду клуба 13 октября 2020 года в матче против клуба «Луки-Энергия». Затем футболист полноценно отправился выступать за вторую команду московского клуба, в которой стал одним из ключевых игроков, отличившись забитым голом и результативной передачей, завершив чемпионат на итоговом четвёртом месте.

#### Аренда в «Ротор»
В июне 2021 года футболист на правах арендного соглашения присоединился к волгоградскому «Ротору» до конца сезона. Дебютировал за клуб футболист 10 июля 2021 года в матче против ивановского «Текстильщика», выйдя на поле в стартовом составе. Дебютный гол за клуб футболист забил 14 августа 2021 года в матче против калининградской «Балтики». Футболист смог быстро закрепиться в основной команде волгоградского клуба, став одним из основных игроков стартового состава, однако затем во второй половине чемпионата футболист стал чаще появляться на поле со скамейки запасных. Всего же за сезон футболист отличился за клуб 4 забитыми голами. По окончании срока арендного соглашения футболист покинул клуб.

#### Аренда в «Нефтехимик» Нижнекамск
В июле 2022 года футболист на правах арендного соглашения присоединился к нижнекамскому «Нефтехимику» до конца сезона. Дебютировал за клуб футболист 16 июля 2022 года в матче против набережночелнинского клуба КАМАЗ, выйдя на замену на 55 минуте. Дебютный гол за клуб футболист забил 20 мая 2023 года в матче против красноярского клуба «Енисей». На протяжении сезона футболист выступал в клубе чередуя матчи в стартовом составе и со скамейки запасных, проведя вторую его часть преимущественно на скамейке запасных, отличившись своим единственным забитым голом. По итогу сезона футболист вместе с клубом завершил чемпионат на итоговом шестом месте. По окончании срока арендного соглашения футболист покинул клуб. 

#### Сезон 2023
Летом 2023 года футболист, вернувшись из аренды в московское «Динамо», сразу же отправился в распоряжение второй команды. Первый матч за клуб футболист сыграл 22 июля 2023 года против клуба «Луки-Энергия», выйдя на поле в стартовом составе. Первым результативным действием за клуб футболист отличился 19 августа 2023 года в матче против вологодского «Динамо», отдав голевую передачу. На протяжении сезона футболист был в клубе одним из ключевых игроков, отличившись 3 результативными передачами, также единожды выйдя на поле с капитанской повязкой. По итогу сезона футболист завершил чемпионат на итоговом четвёртом месте. По окончании сезона футболист покинул московское «Динамо».

### «Динамо» Минск
В феврале 2024 года футболист на правах свободного агента перешёл в минское «Динамо», подписав контракт до конца сезона. Новый сезон футболист начал 2 марта 2024 года с поражения за Суперкубок Белоруссии, где в серии пенальти уступили жодинскому «Торпедо-БелАЗ», однако сам футболист остался на скамейке запасных. Дебютным голом за клуб футболист отличился 10 марта 2024 года в ответном четвертьфинальном матче Кубка Белоруссии против борисовского БАТЭ, также отличившись результативной передачей. Первый матч в чемпионате футболист сыграл 16 марта 2024 года против «Сморгони», выйдя на поле в стартовом составе и отдав голевую передачу. Дебютным забитым голом футболист отличился 19 июня 2024 года в матче Кубка Белоруссии против клуба «Миоры», также отдав голевую передачу. Своим первым голом в рамках чемпионата футболист отличился 29 июня 2024 года в матче против борисовского БАТЭ. Вместе с минским клубом футболист смог квалифицироваться в основной этап Лиги конференций УЕФА, где провёл матчи против финского клуба ХИК и греческого «Панатинаикоса». Досрочно стал победителем чемпионата Белоруссии. В январе 2025 года футболист покинул минский клуб по окончании срока действия контракта.

### «Ираклис» Салоники
В январе 2025 года футболист на правах свободного агента перешёл в греческий клуб «Ираклис», подписав контракт до конца сезона. Дебютировал за клуб футболист 1 февраля 2025 года в матче против клуба «Кампаниакос», выйдя на замену на 60 минуте и отличившись своей первой результативной передачей. Дебютным забитым голом за клуб футболист отличился 9 марта 2025 года в матче против клуба «Кампаниакос».

## Международная карьера
Международную карьеру футболист начинал в составе юношеской сборной России до 16 лет. Дебютировал за сборную футболист 16 августа 2016 года в матче против сборной Молдавии, также отличившись дебютным забитым голом. В ноябре 2017 года футболист получил вызов в юношескую сборную России до 17 лет. Дебютировал за сборную футболист 8 ноября 2017 года в матче против сборной Германии.
В марте 2019 года футболист отправился в распоряжение юношеской сборной России до 18 лет. Дебютировал за сборную 20 марта 2019 года в матче против сборной Мексики, отличившись также дебютным забитым голом. В октябре 2020 года футболист получил вызов в юношескую сборную России до 19 лет, за которую дебютировал в товарищеском матче против сборной Эстонии.

## Достижения
«Динамо» Минск
- Чемпион Белоруссии: 2024